# Епархия Гунтура
Епархия Гунтура (лат. Dioecesis Gunturensis) — епархия Римско-Католической церкви c центром в городе Гунтур, Индия. Епархия Гунтура входит в митрополию Вишакхапатнама. Кафедральным собором епархии Гунтура является церковь Младенца Иисуса.

## История
13 февраля 1940 года Римский папа Пий XII выпустил буллу Quo Sacrorum Antistites, которой учредил епархию Гунтура, выделив её из епархии Неллора. В этот же день епархия Гунтура вошла в архиепархию Мадраса (сегодня — Архиепархия Мадраса и Мелапора).
19 сентября 1953 года епархия Гунтура вошла в митрополию Хайдарабада и 16 октября 2001 года — в митрополию Вишакхапатнама.

## Ординарии епархии
- епископ Томас Потхакамури (9.04.1940 — 15.10.1942) — назначен епископом Бангалора;
- епископ Игнатий Муммади (13.07.1943 — 26.11.1973);
- епископ Балашури Тханугундла (26.11.1973 — 25.09.1974);
- епископ Мариадас Кагитхапу (19.12.1974 — 10.09.1982) — назначен епископом Вишакхапатнама;
- епископ Бали Гали (2.07.1984 — по настоящее время).

## Источник
- Annuario Pontificio, Ватикан, 2007
- Булла Quo Sacrorum Antistites, AAS 32 (1940), стр. 396  (лат.)